# Tijana Krivaćević
Tijana Krivaćević (in serbo Тијaнa Криваћевић?; Novi Sad, 8 aprile 1990) è una cestista serba con cittadinanza ungherese.
È la figlia di Dragoljub Krivaćević, cestista serbo.

## Carriera
Con l'Ungheria ha disputato tre edizioni dei Campionati europei (2009, 2015, 2017).